# Шуміленки
Шуміле́нки (рос. Шумиленки) — присілок у складі Котельницького району Кіровської області, Росія. Входить до складу Зайцевського сільського поселення.
Населення становить 17 осіб (2010, 34 у 2002).
Національний склад станом на 2002 рік — росіяни 100 %.